# 얀 탈츠

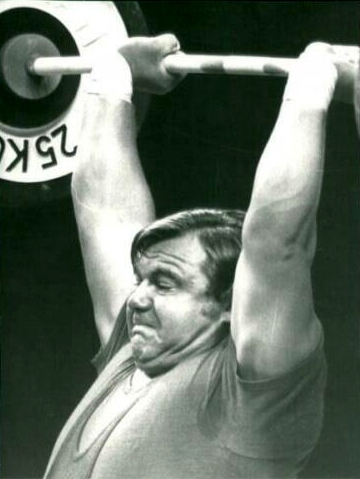

얀 탈츠(에스토니아어: Jaan Talts, 1944년 5월 19일 ~ )는 에스토니아의 전직 역도 선수로 소련을 대표하였다.

## 선수 경력
패르누 주 마시아루 마을에서 태어난 탈츠는 1972년 뮌헨 올림픽에서 헤비급 부문의 금메달을 획득하였다.
그는 4년전 멕시코시티 올림픽에서 미들헤비급 부문의 은메달을 땄다.
자신의 선수 경력 동안, 그는 43개의 세계 기록을 세웠다.

## 이후의 생애
1995년과 1996년 사이에 그는 에스토니아 의회 리기코구의 의원이었다. 1998년 국제 역도 연맹 명예의 전당 회원으로 선출되었다.